# Chlorita caspica
Chlorita caspica är en insektsart som beskrevs av Dlabola 1961. Chlorita caspica ingår i släktet Chlorita och familjen dvärgstritar. Inga underarter finns listade i Catalogue of Life.